# Business Angel
Ein Business Angel (BA), auch Unternehmensengel oder Angel Investor genannt, ist jemand, der sich finanziell an Unternehmen beteiligt und gleichzeitig oftmals die Existenzgründer mit Know-how und Kontakten in der frühen Phase unterstützt. Meist handelt es sich dabei um erfolgreiche Gründer, die nach dem Verkauf oder Börsengang ihres ehemaligen Unternehmens Kapital und Know-how in junge Unternehmen einbringen, oder um erfahrene Unternehmer oder leitende Angestellte, die aufgrund ihrer langen Berufstätigkeit über mehr Management-Erfahrung und Kontakte verfügen als die Gründer der betreuten Unternehmen selbst.
Ein Founding Angel (FA) ist ein Angel Investor, der sich im Vergleich zu einem BA schon vor der Unternehmensgründung bei Start-up-Projekten engagiert und in der Regel als Mitgründer bei der Unternehmensgründung auftritt. Dieses Modell wurde zum ersten Mal im Jahr 2008 von Gunter Festel und Roman Boutellier beschrieben. In einer späteren Phase investiert ein Founding Angel oftmals wie ein Business Angel in die von ihm mitgegründeten Unternehmen und stellt damit das Bindeglied zwischen Mehrfachunternehmern und klassischen Business Angels dar.

## Eigenschaften
Die typischen Eigenschaften einer BA-Beteiligung sind die Kapitalinvestitionen (2008 von durchschnittlich 100.000 Euro) und deren Smart-Capital-Charakter sowie die Beratung. Neben der rein finanziellen Investition agiert der Business Angel nämlich auch als Coach bzw. Business Coach.
Hochgerechnet lag das jährliche Volumen der Business-Angel-Beteiligungen 2007 in den USA bei 25 bis 50 Mrd. US-Dollar, in Deutschland bei etwa 400 Mio. Euro.
In den USA gibt es etwa drei Millionen Business Angels. 2014 schätzte eine Studie des Zentrums für Europäische Wirtschaftsforschung rund 7.500 Business Angels in Deutschland mit steigender Tendenz.
Insgesamt bleibt festzustellen, dass die BA-Investitionen in Deutschland „gemessen an der deutschen Wirtschaftsleistung im internationalen Vergleich unterdurchschnittlich stark ausgeprägt“ sind.
Business Angels werden mit ihren Beteiligungen meistens kurz nach oder während der Gründung aktiv, also in einer Phase, die im jungen Unternehmen mit einer hohen Dynamik verbunden ist. Hier zeigt sich der wesentliche Unterschied zu einer Venture-Capital-Beteiligung, die oft erst in einer späteren Phase erfolgt und dann nur noch aus einer rein finanziellen, dafür aber oftmals größeren Investition besteht.

## Netzwerke
Business Angels sind häufig in Netzwerken organisiert. In Deutschland gibt es etwa 40 Netzwerke mit vielfach regionaler Ausprägung. Sie dienen als Anlaufstelle für Kapital suchende Unternehmen und stellen den Kontakt zu geeigneten Unternehmensengeln her. Voraussetzung für einen Erstkontakt sind meist ein Geschäftsplan oder eine Präsentation. Es existieren keine Zertifikate oder Standards für diese Netzwerke z. B. über den sensiblen Umgang mit Ideen und Strategien innerhalb des Netzwerkes.

### Gründungswettbewerbe
Um einen möglichst großen Kreis an Gründungsinteressenten anzusprechen, führen Business-Angel-Netze in der Regel Geschäftsplan-Wettbewerbe durch, die von Seminaren begleitet werden. Dabei besteht für Business Angels und Gründungsinteressierte die Möglichkeit, sich kennenzulernen und sich gegenseitig voneinander zu überzeugen. Zu den Seminarinhalten gehören meistens die Grundlagen über Ideengenerierung und Strategie sowie die formalen Voraussetzungen zur Erstellung eines erfolgversprechenden Geschäftsplans. Wesentliche Voraussetzungen für eine BA-Beteiligung sind die lokale Nähe und ein solides Vertrauensverhältnis zwischen Existenzgründer und Business Angel.

## Profil von Business-Angel-Investitionen
Die Investitionen von Business Angels sind sehr riskant. Der Business Angel fordert im Gegenzug für sein Engagement in der Regel einen sehr hohen Return on Investment. Da ein hoher Prozentsatz dieser Investitionen komplett verloren geht, wenn die Start-up-Unternehmen scheitern, versuchen professionelle BAs Unternehmen zu finden, die das Potenzial haben, innerhalb von fünf Jahren die Anfangsinvestition (insbesondere mit Hilfe von Ausstiegsszenarien wie z. B. einem Börsengang oder einer Unternehmensübernahme) zu verzehnfachen. Durch das hohe Risiko und den hohen Prozentsatz an verlorenem Kapital sinkt der interne Zinssatz für ein erfolgreiches Portfolio auf etwa 20 bis 30 Prozent. Trotz des hohen Zinssatzes ist das Business-Angel-Kapital für die Kapitalempfänger attraktiv, da kostengünstigere Kapitalquellen wie z. B. die Finanzierung durch traditionelle Bankkredite für die jungen Unternehmen in der Gründungsphase nicht zugänglich sind.